# La Moma
La Moma és un personatge participant de la Dansa de la Moma, una de les danses de més prestigi i història dintre del actes de la festa del Corpus Christi de València i Xàtiva. Simbolitza la Virtut, i va acompanyada pels momos, personatges que simbolitzen els pecats capitals.

## Història
La figura de la Moma no va formar part de la dansa des dels seus orígens, sinó que no és fins ben entrat el segle xviii quan es comença a tenir constància documental de la seva participació a la dansa que realitzaven fins aquell moment els coneguts com a momos, que simbolitzaven els pecats capitals.
Tot i això, la incorporació d'aquesta figura femenina, que representava la Virtut i la seva lluita quotidiana front els pecats capitals que no deixaven de temptar-la, va donar un gran impuls a aquesta dansa, de manera que va desbancar altres danses i actes de les festes del Corpus de València, passant a convertir-se en la dansa més representativa d'aquesta festivitat a València.
El ball dels momos sembla tenir origen francès, encara que va arribar a la Península a mitjans del segle XV, ja que hi ha documentació de la seva participació en la celebració de l'entrada de Joan II i la seva dona a València per a la jura dels Furs el 1459 En aquesta època el ball estava unit a celebracions civils, encara que a partir de 1544 es té constància documental de la seva participació a la festivitat de Corpus de València, unida en aquell moment a les roques.
Entre aquestes roques, es té documentació que testifica que n'hi havia representant l'Infern i el Judici, i es pensa havien de tenir música i danses, perquè en la documentació existent sobre les despeses de les celebracions per la visita a la ciutat de Carles I el 1528; al compte de despeses de 1533 se cita el pagament de quatre ducats als músics que tocaven en aquestes Roques. També es creu que aquestes danses podien anar acompanyades de pantomimes. La dansa dels mossos havia de formar-ne part, així, els Moms, eren dansaires o mojigangueros de caràcter maligne, per sortir a la Roca de l'Infern, sobre la qual els Moms han ballat fins a principis d'aquest segle.
Tot i tractar-se d'una figura femenina, la seva interpretació ha estat en mans d'homes des del seu origen fins a l'actualitat, formant part d'aquesta tradició que els homes que la interpreten han de ser propietaris del vestit que porten.
La denominació es pot relacionar amb el francès antic mommer ‘posar-se una màsquera’, mot d’origen germànic que retrobem, entre altres llengües, en l’anglès mummers.